# Feliks Aspis
Feliks Aspis (ur. 27 lipca 1901 w Warszawie, zm. ?) – polski prawnik i polityk żydowskiego pochodzenia, sędzia Wydziału II Najwyższego Sądu Wojskowego, pułkownik ludowego Wojska Polskiego, odpowiedzialny za skazanie na śmierć w latach 1945–1956 oficerów Wojska Polskiego.

## Życiorys
Urodzony w rodzinie żydowskiej. W 1926 ukończył studia na Wydziale Prawa Uniwersytetu Jagiellońskiego. Po odbyciu aplikacji rozpoczął działalność adwokacką. W latach 1928–1931 pracował w Sądzie Okręgowym w Łodzi. W czasie II wojny światowej przebywał w ZSRR. Od sierpnia 1944 służył w Ludowym Wojsku Polskim. Był oficerem śledczym Naczelnej Prokuratury Wojskowej, a następnie podprokuratorem Okręgowej Prokuratury Wojskowej w Warszawie. W 1948 mianowany podprokuratorem w Naczelnej Prokuraturze Wojskowej. Od 1950 do 1957 był sędzią Wydziału II Najwyższego Sądu Wojskowego.
W 1946 został członkiem Polskiej Partii Robotniczej, a następnie Polskiej Zjednoczonej Partii Robotniczej. Przez dwa lata był sekretarzem podstawowej organizacji partyjnej w NSW. W 1969 wyjechał do Izraela.
Raport komisji Mazura oskarżył go o dokonanie 13 mordów sądowych.

## Awanse
- Pułkownik – ?[potrzebny przypis]